# Biên giới Lào–Việt Nam
Biên giới Lào–Việt Nam là biên giới quốc tế giữa hai quốc gia Lào và Việt Nam. Biên giới dài 2.161 km (1.343 m) và chạy từ điểm giáp ranh với Trung Quốc ở phía bắc đến điểm giáp ranh với Campuchia ở phía nam.

## Mô tả
Biên giới bắt đầu từ phía bắc tại điểm giao nhau với Trung Quốc và chạy trên bộ theo hướng đông nam. Sau đó, nó quay về phía tây, sử dụng một thời gian ngắn qua sông Nam Sam, trước khi rẽ ngoặt sang hướng đông nam và đi theo dãy Trường Sơn và trong một thời gian, sông Sepon, kết thúc tại ngã ba biên giới Campuchia-Lào-Việt Nam.

## Lịch sử

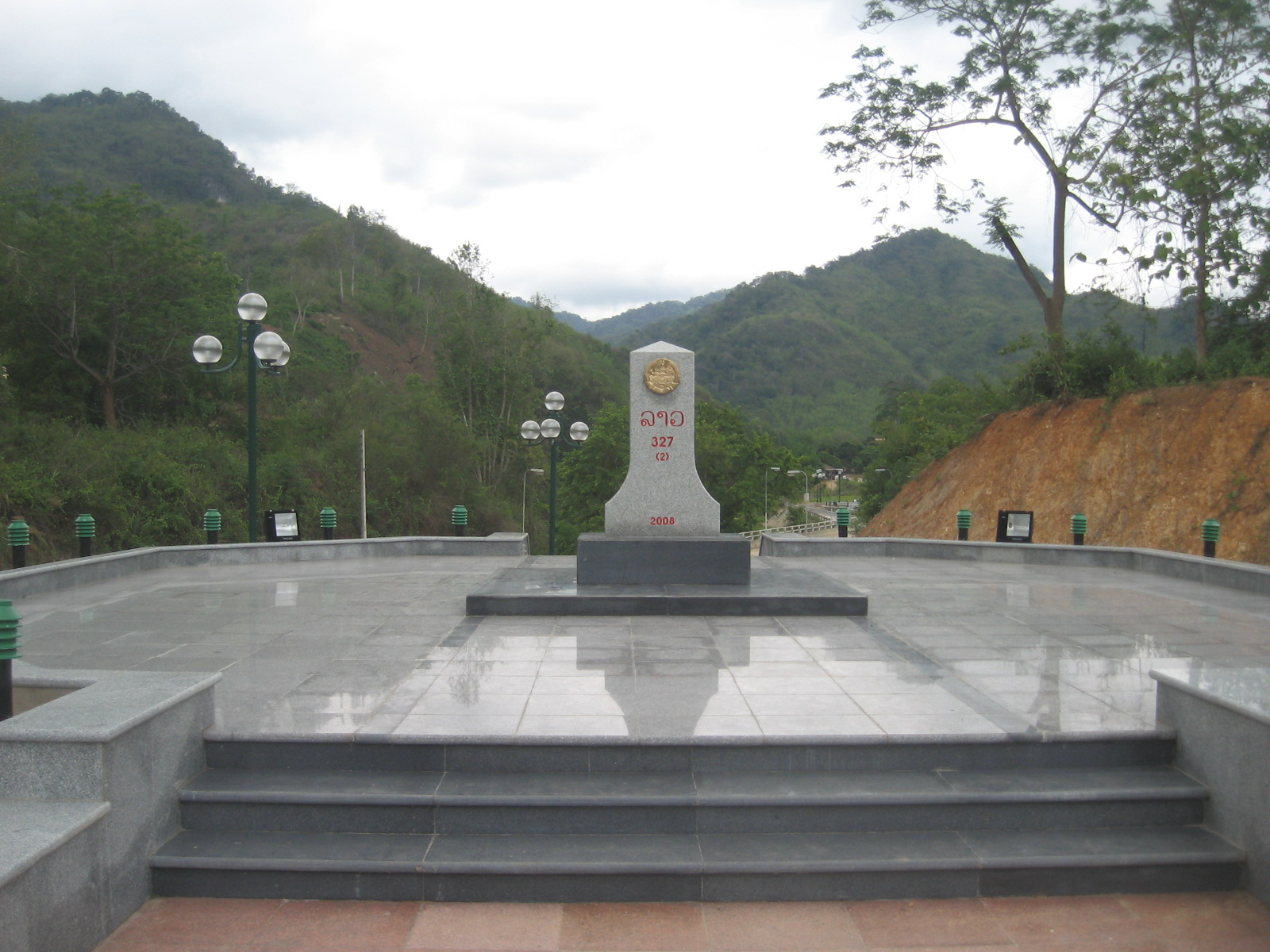
Cột mốc biên giới ở Nậm Xôi

Trong lịch sử, dãy Trường Sơn là ranh giới tự nhiên giữa các vương quốc Việt Nam ở phía đông và các vương quốc Lào, Thái và Khmer ở phía tây. Từ những năm 1860 Pháp bắt đầu thiết lập sự hiện diện trong khu vực, ban đầu là ở Campuchia và Việt Nam hiện đại, và thuộc địa của Đông Dương thuộc Pháp được thành lập vào năm 1887. Tại thời điểm này, Lào là một phần của Vương quốc Xiêm (tên cũ của Thái Lan), tuy nhiên nó là sát nhập vào Đông Dương thuộc Pháp vào năm 1893 sau chiến tranh Pháp-Xiêm. Ngày chính xác của việc phân định biên giới là không rõ ràng; Nghiên cứu về ranh giới quốc tế cho rằng "Cơ sở pháp lý của ranh giới Lào-Việt-Nam có lẽ bắt nguồn từ các hiệp ước và phong tục cổ đại được sửa đổi hoặc làm cụ thể hơn bằng các sắc lệnh của chính quyền Đông Dương" 
Một phần của biên giới được phân định vào năm 1916 sau một cuộc tranh chấp, và các bản đồ của Pháp được vẽ trong thời kỳ thuộc địa được sử dụng làm cơ sở cho biên giới quốc tế sau này.
Lào giành được độc lập một phần từ Pháp vào năm 1949, giành độc lập hoàn toàn vào năm 1953, tiếp theo là Việt Nam vào năm 1954. Việt Nam được phân chia thành Bắc và Nam Việt Nam cách nhau một Khu phi quân sự của Việt Nam, với Lào giáp với cả hai thực thể. Trong chiến tranh Việt Nam, biên giới này là nơi quân giải phóng Miền Nam Việt Nam mượn đường băng qua các đường tiếp tế, đáng chú ý nhất là đường mòn Hồ Chí Minh, khiến nó bị ném bom nặng nề bởi lực lượng Mỹ. Sau chiến thắng của phe Cộng sản vào năm 1975 ở cả Việt Nam và Lào, một hiệp ước biên giới được ký kết vào năm 1976 dựa trên đường biên giới thời thuộc địa. Sự phân định biên giới đã được tiến hành từ năm 1979–84. Một vài điều chỉnh nhỏ được thực hiện vào năm 1986.